# Kabelhorst
Kabelhorst ist eine Gemeinde im Kreis Ostholstein in Schleswig-Holstein. Sie liegt am Beginn der Halbinsel Wagrien.

## Geografie

### Geografische Lage
Das Gemeindegebiet von Kabelhorst erstreckt sich im südöstlichen Teilbereich des Naturraums Ostholsteinisches Hügel- und Seenland (Haupteinheit Nr. 702) östlich von Lensahn. Die Koselau fließt in der Gemarkung.

### Gemeindegliederung
Siedlungsgeografisch lässt sich Kabelhorst in mehrere sogenannte Wohnplätze gliedern. Neben dem namenstiftenden Dorf befinden sich auch das weitere Dorf Schwienkuhl, die Häusergruppen Elkensteert und Grünbek, außerdem die Hofsiedlung Masselberg im Gemeindegebiet.

### Nachbargemeinden
Direkt angrenzende Gemeindegebiete von Kabelhorst sind:
| Damlos  |                                             |           |
| Lensahn | Kompassrose, die auf Nachbargemeinden zeigt | Riepsdorf |
|         |                                             | Grömitz   |

## Politik

### Gemeindevertretung
Die Wahl 2023 ergab folgendes Ergebnis:
| Gemeindevertretungswahl Kabelhorst 2023 %6050403020100 53,8 %46,2 % SPDCDUGewinne/Verlusteim Vergleich zu 2018 %p 10 8 6 4 2 0 −2 −4 −6 −8−10−9,4 %p+9,4 %pSPDCDU | Sitzverteilung im Gemeinderat Kabelhorst seit 2023Insgesamt 9 Sitze - SPD: 5 - CDU: 4 |

### Bürgermeister
Bürgermeister ist Sven Prüss von der SPD.

### Wappen
Blasonierung: „In Gold ein schräglinker grüner Wellenbalken, begleitet oben von einem schwarzen Keilerkopf mit roter Zunge und silbernen Hauern, unten von einem grünen Kirschzweig mit drei Blättern und drei roten Früchten.“

## Kulturdenkmale
→ Liste der Kulturdenkmale in Kabelhorst

## Verkehr
Durch die Gemarkung Kabelhorst führt die schleswig-holsteinische Landesstraße 58 aus dem Hauptsiedlungsgebiet des Ländlichen Zentralorts Lensahn führend (mit direktem Anschluss an die Bundesautobahn 1 an der Anschlussstelle gleichen Namens (Nr. 12)) nach Cismar, wo der Übergang zur Bundesstraße 501 von Neustadt nach Heiligenhafen besteht.